# CXCL1
CXCL1（英語：Chemokine (C-X-C motif) ligand 1）是一小分子的细胞因子属于CXC趋化因子家族。又被称作生长调节致癌基因α (Growth-regulated oncogene alpha, GROα)。 趋化因子CXCL1是由巨噬细胞，中性粒细胞和上皮细胞表达的。趋化因子CXCL1对中性粒细胞有细胞趋化作用。CXCL1结合到趋化因子受体CXCR2上而起细胞趋化作用。人类的CXCL1与许多CXC类的趋化因子基因相邻聚集在第四染色体上。CXCL1的主要作用包括新血管形成、炎症反应、伤口愈合和肿瘤形成。